# Nokia 5220 XpressMusic
O Nokia 5220 XpressMusic é um celular da Nokia da série XpressMusic. O Nokia 5220 XpressMusic utiliza o sistema operacional Nokia OS Series 40.

## Especificações Técnicas[1]

### Display
Possui uma tela de 2,0 polegadas, com resolução de 240 x 320 pixels.

### Câmera
- Câmera digital de 2.0 megapixels
- Zoom digital de 4x

### Processador
Processador ARM 9 de 231 MHz

### Memória
- Memória RAM 32MB
- Slot para cartão de memória microSD com hot-swapping de até 2 GB
- 60 MB de memória dinâmica interna

### Conectividade
- Bluetooth versão 2.0

### Conectores
- Conector microUSB, USB 2.0
- Conector AV Nokia de 3,5 mm

### Aplicativos
- Flash Lite versão 2.1
- Java MIDP 2.1
- Possui calculadora simples, reprodutor de música